# Stradishall
Stradishall – wieś w Anglii, w hrabstwie Suffolk, w dystrykcie West Suffolk. Leży 43 km na zachód od miasta Ipswich i 85 km na północny wschód od Londynu.